# Victor Ikpeba
Victor Nosa Ikpeba (Benin City, 12 de junio de 1973) es un exfutbolista nigeriano que militó en varios equipos europeos. Jugaba en la posición de delantero y se retiró en el 2005.

## Clubes
| Año       | Club              | País           |
| --------- | ----------------- | -------------- |
| 1989-1993 | Standard Lieja    | Bélgica        |
| 1993-1999 | AS Mónaco         | Francia        |
| 1999-2001 | Borussia Dortmund | Alemania       |
| 2001-2002 | Real Betis        | España         |
| 2002-2003 | Al-Ittihad        | Arabia Saudita |
| 2003-2004 | Charleroi         | Bélgica        |
| 2005      | Al-Sadd           | Catar          |

## Palmarés
- Jugador africano del año 1997.
- 2 Copas de África.
- 1 liga belga
- 1 liga francesa
- Medalla de oro[3] en los Juegos Olímpicos de Atlanta 1996.